# Старовинні садиби Харківської губернії
«Старовинні садиби Харківської губернії»  (рос. дореф. Старинныя усадьбы Харьковской губерніи) — книга Луковського Г. К. вперше видана у 1917 році, приділяє увагу садибам, на території колишньої Харківської губернії. Також розглянуті деякі аспекти життя слобідських шляхетських родин.
За часи які пройшли після написання книги, змінилися розмірі міст, тож деякі населенні пункти які названі у книзі уже зникли як самостійні одиниці. XX століття було багате на війни, які були безжальні до описуваних будівель, багато з яких не збереглося. Книга доповнена світлинами на яких можна побачити самі садиби та елементи інтер'єру.

## Зміст книги

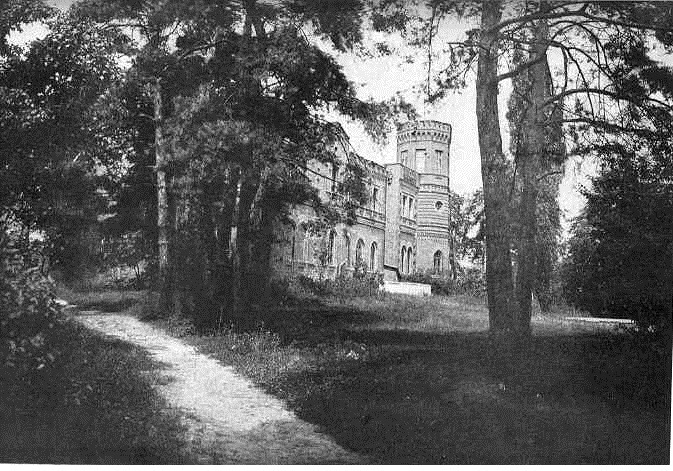
Ілюстрація з книги. Палац Квіток в слободі Основа.

### Передмова до другого перевидання
Передмова Парамонова А. Ф. (перевидання 2005 р.).

### Світ який ми втратили
Передмова  Маслійчука В. Л. (перевидання 2005,2007 р.).

### Від видавця
Передмова графа Клейнміхеля М. В.

### Від автора
Передмова Лукомського Г. К..

### Харківський повіт
Розглянуті садиби Харківського повіту:
- Основа — у складі Харкова;
- Олексіївка — у складі Харкова;
- Гіївка– у складі Люботина;
- Дворічний Кут;
- Бабаї;
- Соснівка;
- Карасівка;
- Довжик;
- Рогань — передмістя Харкова;
- Костянтівка;
- Липці.

### Богодухівський повіт
Розглянуті садиби Богодухівського повіту:
- Лютівка;
- Малижине;
- Матвіївка;
- Пархомівка;
- Каплунівка.

### Валківський повіт
Розглянуті садиби Валківського повіту:
- Мерчик;
- Стара Водолага;
- Нова Водолага;
- Рокитне;
- Знаменське;
- Сніжків Кут;
- Контакузово;
- Валки.

### Охтирський повіт
Розглянуті садиби Охтирського повіту:
- Славгородок;
- Янків Ріг;
- Пожня;
- Виднівка;
- Угроїди;
- Тур'я.

### Вовчанський повіт
Розглянуті садиби Вовчанського повіту:
- Графське;
- Хатнє;
- Великий Бурлук;
- Василівка;
- Білий Колодязь;
- Писарівка;
- Кінне — в наш час цей населений пункт не існує;
- Вовчанськ.

### Сумський повіт
Розглянуті садиби Сумсьського повіту:
- Токарі;
- Залізняк;
- Гречанівка;
- Преображенське;
- Великий Бобрик;
- Гребениківка;
- Бездрик;
- Кровне;
- Старе Село — у складі смт Низи;
- Писарівка;
- Миколаївка;
- Кекине;
- Куянівка;
- Стецьківка;
- Хотінь.

### Післямова
Короткий опис сучасного становища садиб згаданих у книзі; Парамонов А. Ф. (перевидання 2007 р.).

## Джерельна база
- Топографічний опис Харківського Намісництва 1788 р.;
- Опис Харківської губернії 1857 р. С. І. Кованько;
- Історико-статистичний опис Харківської єпархії 1859 р. Гумілевський Д. Г. (Філарет);
- Зі спогадів В. І. Ярославського, стаття в «Харківському збірнику» 1887 р.;
- Старовинний одяг та речі слобожан г. Єфименко, там же, стаття в «Харківському збірнику» 1887 р.;
- Українська старовина. Г. П. Данилевський;
- Архіви Харківської губернії. Д. П. Міллер;
- Історія міста Харкова. Професор Д. І. Багалій;
- Нариси з російської історії. Професор Д. І. Багалій;
- Матеріали для історії колонізації і побуту Харківської, Курської і Воронізької губерній. Професор Д. І. Багалій;
- Нотатки і матеріали з історії Слобідської України. Професор Д. І. Багалій;
- Заселення Харківського краю. Професор Д. І. Багалій;
- Художня школа в Харкові у XVIII столітті. В. І. Веретенников.

### Видання
- Старинныя усадьбы Харьковской губерніи. — Х.: граф М. В. Клейнміхель, 1917 (рос. дореф.);
- Старинныя усадьбы Харьковской губерніи. — Петроградъ, 1917 (рос. дореф.);
- Старинные усадьбы Харьковской губернии. 2-е дополненное переиздание.— Х.: Харьковский частный музей городской усадьбы, 2005 (рос.);
- Старинные усадьбы Харьковской губернии. 2-е переиздание.— Х.: Сага, 2007—348с. ISBN 978-9662918-15-11(рос.);